# آديلايد كلاين
أديلايد كلاين (8 يوليو 1900 - 18 مارس 1983)، ممثلة أمريكية، قدمت عروضها في الراديو والتلفزيون والأفلام والمسرح. اشتهرت بلهجاتها كمغنية إذاعية. قدمت كلاين على مدار ثلاثين عامًا من حياتها المهنية عروضًا كوميدية إذاعية ومسلسلات تلفزيونية، وظهرت في ثمانية عروض في برودواي، وأربعة أفلام، وفي ثلاثة عشر مسلسلًا تلفزيونيًا.

## وصلات خارجية
- آديلايد كلاين على موقع IMDb (الإنجليزية)
- آديلايد كلاين على موقع قاعدة بيانات الفيلم (الإنجليزية)